# ريتشارد ألن

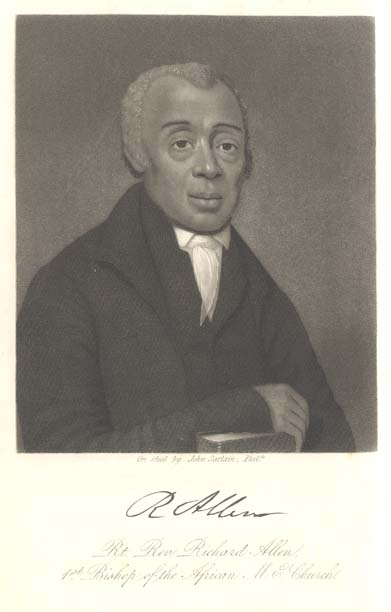
ريتشارد ألن

ريتشارد ألن (بالإنجليزية: Richard Allen)(14 فبراير 1760- 26 مارس 1831) هو قس وكاتب ومربي وأول أسقف من أصل أفريقي ومؤسس الكنيسة الأسقفية الميثودية الأفريقية ومعروفه (AME) عام 1816 وهي أول طائفة سوداء بروتستانتية مستقلة في الولايات المتحدة، كان ألِن جزءاً من جيل رائع من الرجال والنساء السود، الذين لُقبّوا «بالمؤسسين السود» من جانب العلماء لاحقاً، وسعوا إلى توسيع نطاق الحرية خلال الأيام الأولى للجمهورية الأميركية

## مولده وحياته
عاش ألِن، الذي وُلد في العبودية في 14 فبراير 1760، كمُلك لرجل آخر خلال الثلث الأول من حياته. عندما كان في سن المراهقة، أجهش ألِن مرة بالبكاء بسبب فكرة قضاء حياته في العبودية، وأخذ على نفسه عهداً بتحرير نفسه من العبودية يوماً ما. بعد حضوره اجتماعات الصحوة الدينية للكنيسة الميثودية، اعتنق ألِن المسيحية. كانت الميثودية في البداية ديناً منشقاً عن الكنيسة الإنجيلية وسرعان ما أصبحت أحد أكثر الطوائف سرعة في النمو لأن مبادئها الديمقراطية كانت تستهوي المُهمّشين. كان العديد من أتباع الكنيسة الميثودية مناهضين للعبودية كما أن موقف الكنيسة هذا اجتذب إليها أفواجاً من المعتقدين السود، دعا ألِن الذي كان مدركاً لموقف الكنيسة الميثودية الداعي إلى إلغاء العبودية، في أحد الأيام واعظاً ميثودياً بدهاء إلى دار سيّده. «لقد تم وضع روحك في الميزان وتبين أنها ناقصة»، قال القسّ بتهجم إلى سيّد ألِن، مُجبراً إياه على الموافقة على السماح لألِن على الفور بشراء حريته. توصل ألن إلى تسديد دينه باكراً وأصبح، بحلول 1783- وهي نفس السنة التي وقّعت فيها الولايات المتحدة معاهدة سلام مع بريطانيا العظمى وأنهت الحرب الثورية- رجلاً حراً، خلال عدة عقود تلت، حاول ألِن بناء حركة إصلاحية قادرة على تحطيم اللامساواة العرقية. وخلال تلك العملية، اتخذ لنفسه أدواراً كقائد ديني، وناشر، ومنظم للمجتمع الأهلي. كان عنيداً وعازماً، وكانت أي مقاومة تواجهه تغذي شعوره برسالته. مثلاً، بعد انتقاله إلى فيلادلفيا بوقت قصير للخدمة في كنيسة القديس جورج الميثودية للمؤمنين السود، بدأ ألِن احتجاجاً جريئاً ضد التمييز داخل كنيسة. فعلى الرغم من أن المؤمنين السود ساهموا بصورة منتظمة في تغذية صندوق الكنيسة وسمحوا لها بالازدهار، كان يُطلب منهم الجلوس في مناطق بمقاعد منعزلة - عملياً في رواق الطابق الثاني في مؤخرة الكنيسة، المبنيَ خصيصاً لإبعاد السود عن الأنظار. فبدلاً من الاستسلام للمعاملة غير المتساوية، نظم ألِن الغاضب احتجاجاً غير عنيف لأجل تسجيل عدم موافقة أبناء الرعية السود على تلك السياسة. وخلال خدمة القداس يوم الأحد التالي، قاد ألِن أبناء الرعية الأمريكيين الإفريقيين إلى المقاعد الرئيسية للصلاة بين البيض. عندما طالبت قيادة الكنيسة التي يسيطر عليها البيض بأن تعود أبناء الرعية السود إلى الأقسام المنفصلة، فردّ ألِن بسحب أبناء الأبرشية السود من الكنيسة. «ولم ندخلها مرة أخرى أبداً!»، كما تذكر باعتداد. قطع أفراد الرعية الشجعان هؤلاء علاقاتهم بالقيادة البيضاء وأسسوا كنيسة بيثيل، إحدى أولى الكنائس الأميركية الأفريقية في الولايات المتحدة. ومنها تأسست الكنيسة الأسقفية الميثودية الأفريقية (AME) سنة 1816 , والتي يبلغ اليوم عدد رعاياها مليوني عضو في الولايات المتحدة، والتي أصبحت أيضا عضواً في مجلس الكنائس الوطني.كان نشاط ألِن بمثابة إشعار إلى القادة البيض بأن الأميركيين الأفارقة سوف يتحدّون ليس العبودية وحسب وإنما أيضاً العنصرية. في الثمانينات من القرن الثامن عشر، كان العديد من المواطنين البيض لا يزالون يفكرون ما إذا كان الإعتاق يعني أيضاً المساواة العرقية. بعض الولايات الشمالية، مثل بنسيلفانيا، مرّرت قوانين تدريجية لإلغاء الرق بانتقالها من ولايات تشرع الرق إلى ولايات حرة. غير أن الأمريكيين الأفريقيين ظلّوا يواجهون التمييز بصورة روتينية، وحتى في المدارس وأمكنة العمل الشمالية، ورغم أن العبودية كانت قد أصبحت غير شرعية في معظم الشمال بحلول زمن الحرب الأهلية. ولكن، في أقصى الجنوب، كانت حتى الحرية المؤجلة أمراً أساسياً بالنسبة للكثيرين. في فرجينيا، بحلول بداية القرن التاسع عشر، دعم كل من توماس جفرسون وجيمس ماديسون الاستيطان، وإقامة وطن منفصل على الأرجح في أفريقيا للأمريكيين الأفريقيين الأمر الذي سيجنب الحاجة إلى الاندماج العرقي في الولايات المتحدة. حتى إن جفرسون كان يعتقد أن المتحدرين من أصل أفريقي قد فشلوا في تطوير أي فن أو ثقافة أو آداب تجعل عرقهم يستحق المواطنة الأمريكية. وفقاً للعديد من القادة البيض، في كل من شمال وجنوب الولايات المتحدة، كانت أميركا – ويجب أن تبقى – جمهورية بيضاء. حارب ألِن هذه الفكرة بطريقتين أساسيتين. أولاً، سعى إلى تطوير المؤسسات التي يديرها السود مثل الكنائس، المدارس، الجمعيات الخيرية التي برهنت على أن الأمريكيين الأفريقيين كانوا أهلاً للحرية. الجمعية الأفريقية الحرة، التي تأسست سنة 1787، كانت أول مجموعة للمساعدة المتبادلة التي أنشأها السود الأحرار في فيلادلفيا. وبعد قرابة عشرين سنة، ساعد ألن في تأسيس معهد لاهوتي لتدريب الواعظين السود.
كان ردّ ألِن الثاني على الظلم العُرقي تشجيع صوت الأفارقة في المجالات العامة. خلال السبعينات من القرن الثامن عشر، ضم جهوده إلى آخرين لمطالبة الكونغرس الأمريكي بإلغاء العبودية. ونشر أيضاً مجموعة من نشرات الاحتجاج. فعلى غرار الرواة العبيد، وناشري الصحف السود اللاحقين، أدرك ألِن أن النشاط الأدبي من شأنه أن يؤثر على الرأي العام الأمريكي لكي يتبنّى قضية العدالة العرقية. فقد نشر، هو وأبسالوم جونز، سنة 1794، «قصة الشعب الأسود خلال الفاجعة الرهيبة الأخيرة في فيلادلفيا»، وهو هجوم قاسٍ ضد العنصرية البيضاء إثر وباء الحمّى الصفراء الكارثية في فيلادلفيا، بعد سنوات قليلة، دفع ألن مرة جديدة طريقه إلى داخل الوعي الأمريكي عندما رثى الرئيس جورج واشنطن. استخدم ألن بصورة ذكية مسيرة الجنازة الفدرالية عبر فيلادلفيا في ديسمبر 1799 للزعم بأن أول رئيس للدولة – الرجل الممكن أن يعتبر الأكثر احتراماً في أمريكا – كان من أنصار إلغاء العبودية. لم يُشر أي ممن قاموا بالرثاء في حينه إلى الرسالة المعادية للعبودية في وصية واشنطن الأخيرة (التي تدعو إلى إعتاق عبيده إثر وفاة زوجته، مارثا). غير أن ألِن اقتنص الفرصة للإطراء على هذا العمل للرئيس بعد وفاته كهبة لقضية إلغاء العبودية. نشر أندرو براون، رئيس تحرير صحيفة فيلادلفيا غازيت، خطاب ألِن معتبراً أن رثاء ألِن البليغ أثبت ان السود قادرون فعلاً على أن يكونوا مواطنين بالكامل. أعادت الصحف في مدينة نيويورك وفي بلتيمور نشر الرثاء، ووفرت لألِن أملاً كبيراً بأن الأمريكيين سوف يحطمون العبودية واللامساواة العرقية، لكن، عندما ظلت العبودية تنمو وتنتشر خلال بداية القرن الثامن عشر، بدأ ألِن الإعراب عن شكوكه حول مستقبل السود في أميركا. خلال السنوات الخمس عشرة الأخيرة من حياته، فكر ألِن في برامج الاستيطان التي كانت تهدف إلى إرسال الأمريكيين الأفريقيين إلى غرب أفريقيا وهايتي وكندا. ورغم ذلك، رفض ألِن التخلي عن كفاحه من أجل المساواة العرقية على الأرض الأمريكية. سنة 1827، دعا الأمريكيين الأفريقيين إلى تكثيف النضال من أجل العدالة عن طريق الادعاء أن الولايات المتحدة وطن أسود. كتب يقول، «هذه الأرض التي رويناها بدموعنا ودمائنا، هي الآن بلدنا الأم».

## وفاته
توفي ألن في منزله في 26 مارس سنة 1831 , ودفن في نفس الكنيسة التي أسسها في فيلادليفا. يعتبر السيد ألن من أعظم شخصيات الأمريكية الأفريقية الذي ناضلوا من اجل مساواة العرقية ومناهضة العبودية.

## روابط خارجية
- ريتشارد ألن على موقع الموسوعة البريطانية (الإنجليزية)
- ريتشارد ألن على موقع إن إن دي بي (الإنجليزية)